# Grottan (roman)
Grottan (portugisiska originalets titel "A Caverna"), är en roman från år 2000 av den portugisiske nobelpristagaren i litteratur år 1998 José Saramago, som handlar om krukmakaren Cipriano Algor, som inte lyckas stå pall mot den industrialiserade världen och Centrum, som har kontroll över varor, utbud och efterfrågan. Algors krukmakeri tvingas lägga ned, och han själv brottas med tanken om att behöva ge upp sitt yrke, sin identitet och föräldrahem, för att flytta till Centrum för att klara sig.
Grottan är den avslutande delen i vad Saramago benämner som "den ofrivilliga trilogin".
Boken är översatt till svenska av Hans Berggren.